# Gerasimos Skiadaresīs
Gerasimos Skiadaresīs (IPA: [ʝeˈɾasimos sciaðaˈɾesis]) (in greco Γεράσιμος Σκιαδαρέσης?; Patrasso, 18 dicembre 1960) è un attore greco.
Attore greco, che lavora principalmente negli Stati Uniti, è famoso per aver recitato in Il mandolino del capitano Corelli del 2001 nella parte del signor Stamatis, uno dei soldati greci. Nel 2017 è Monsignor Theodosiu in Suburra - La serie su Netflix.

## Filmografia parziale
- Paesaggio nella nebbia (Topio stin omichli), regia di Theo Angelopoulos (1988)
- Il passo sospeso della cicogna (To meteoro vima tou pelargou), regia di Theo Angelopoulos (1991)
- Il mandolino del capitano Corelli (Captain Corelli's Mandolin), regia di John Madden (2001)
- Appartamento ad Atene, regia di Ruggero Dipaola (2012)
- Suburra - La serie, regia di Michele Placido - serie TV, 6 episodi (2017)